# Capcom
Capcom co., Ltd. (Japán nyelven: 株式会社カプコン Hepburn-féle átírással: Kabushiki-gaisha Kapukon) egy 1979-ben megalapult japán videójáték fejlesztő- és kiadó cég. Legismertebb játékai közé tartozik a(z) Resident Evil, Devil May Cry, Monster Hunter, Street Fighter, Mega Man, Sengoku BASARA, Ace Attorney, Onimusha, és a Breath of Fire. Fennhatósága eleinte csak Japánra terjedt ki, mára már azonban az egyik legnagyobb nemzetközi nagyvállalattá nőtte ki magát. Több észak-amerikai, illetve európai leányvállalattal is rendelkezik.

## Története
A Capcom előde a Kenzó Cudzsimotó által, 1979 május 30-án megalapított I.R.M Corporation volt. Ebben az időben Cudzsimotó még az Irem Corporation elnöke is volt egyben, mely a későbbi Capcomhoz hasonlóan szintén videójátékok fejlesztésével, illetve azok forgalmazásával foglalkozott. Egészen 1983-ig mind a két cég vezetői pozícióját Cudzsimotó töltötte be, nem sokkal később azonban pénzügyi nehézségekre, valamint magánéleti problémákra hivatkozván első cégének, az Irem Corporation-nek vezérigazgatói posztjától váratlanul megvált.
Az I.R.M Corporation elsősorban elektronikus játéktermi gépek készítésével és forgalmazásával foglalkozott. Egyedüli vetélytársának a hasonló foglalkozáskörű Japan Capsule Computers Corporation bizonyult, azonban a feleslegesnek ítélt versengések helyett a két cég 1981-re összeállt és Sambi Corporation Ltd. néven kezdte el gyártani termékeit. 1989-ben Kenzó Cudzsimotó javaslatára az új cég egy névváltoztatáson ment keresztül, az új név pedig a Capcom lett, mely a Japan Capsule Computers Corporation nevéből tevődik össze (Capsule Computers).
Attól eltekintve, hogy a vállalat első terméke az 1983-as pénzbedobós Little League volt, első hivatalos játéka az egy évvel későbbi, 1984-es Vulgus nevet viselte. Ezen árkádgépes korszaka azonban nem volt hosszú életű, a Nintendo Entertainment System otthoni játékkonzol 1985-ös sikerét követően a Capcom is egyre inkább a konzolok pártfogója lett, elsősorban a Commodore 64-re, valamint IBM PC DOS-ra kezdett el játékokat gyártani.
Sokan a Capcomot tartják az utolsó nagy kétdimenziós játékfejlesztőnek, mivel egészen 2006-ig szinte csak is kizárólag sík tereket alkalmazó szoftvereket programozott. Eleinte viszont nem is nagyon volt más választása a cégnek, mivelhogy sem a Nintendo Entertainment System, sem pedig a DOS fájlok nem voltak képesek háromdimenziós grafikák megjelenítésére. Ennél fogva hosszú ideig kitartottak a kétdimenziós fejlesztés mellett, mely nem is bizonyult rossz döntésnek a későbbiekben: a Capcom által készített videójátékok zöme ugyanis pont a kétdimenziós, leginkább japán rajzfilmekhez hasonlítható grafikájuk miatt lettek kedveltek a játékosok körében.

## Felépítése

### Fejlesztői Stúdiók
Alapításának első pár évében a Capcom mindössze csak három fejlesztőcsapattal rendelkezett. Az első vezetője Tokuro Fudzsivara, a másodiké Takasi Nisijama, a harmadiké pedig Joshiki Okamoto volt. Idővel egyre több és több csoport alakult meg, melyeknek egy része 2002-re egybeolvadt, egy nagy fejlesztőgárdát alkotván ezzel.
Ez a fejlesztőgárda három nagy részre van felosztva a cégen belül. Az egyes számú csoport felelős a nemzetközi (elsősorban észak-amerikai, illetve európai célközönségek számára készített) játékok fejlesztéséért, illetve forgalmazásáért. Ide tartozik például a Resident Evil, a Devil May Cry és a Dead Rising. A kettes számú csoport felelős a túlnyomórészt online tartalommal bíró játékok fejlesztéséért, illetve forgalmazásáért. Ide a Street Fighter, a Marvel vs. Capcom és még sok egyéb széria tartozik. A hármas számú csoport pedig az elsősorban japán célközönség számára szánt játékok fejlesztéséért, illetve forgalmazásáért felelős. Példaként a Monster Hunter, Sengoku BASARA és Ace Attorney játékokat lehetne megemlíteni.

### Leányvállalatok
Az Oszaka prefektúrában található oszakai központi irodán, valamint az R&D Capcom főépületen kívül a vállalatnak van még egy irodája Tokióban is (Sindzsuku Micui épület), valamint a Mie prefektúrához tartozó Igában. Nemzetközi téren összesen 15 leányvállalattal büszkélkedhet, melyek nagy része Észak-Amerikában, Európában, illetve Kelet-Ázsiában található.

### Egyéb termékek
A fejlesztők amellett, hogy árkád, otthoni, online, mobil és pacsinkó játékokat is készítenek, saját játéktermeket is üzemeltetnek Japánban Plaza Capcom néven.
Egy 1998-ban létrehozott leányvállalatuk, a Suleputer, pedig CD-k, DVD-k és egyéb médiumok árusításáért felelős a Sony Music Entertainment Media közreműködésével.

## Játékai
A Capcom 1987-ben indította el az egyik legismertebb videójáték sorozatát, a Street Fighter szériát, mely mind a mai napig nagy népszerűségnek örvend a verekedős játékok körében. Világszerte összesen több mint 30 millió példány került már eladásra a különböző kiadásaiból és részeiből. A cég még ugyanebben az évben mutatta be egy másik szériáját is, a Mega Man-t, mely eladások terén mára már szintén megközelíti a 30 milliót.
A vállalat 1996-ban adta piacra a Resident Evil-ként ismert túlélő horror szériáját, mely valóságos pénzügyi sikernek számított a maga 90 millió példányos eladási számával. A sorozat első részének sikeréből kifolyóan a Capcom már a következő évben nekilátott egy új rész elkészítéséhez, ám idővel felhagyott az eredeti elképzeléseivel és helyette egy teljesen új játékot mutatott be a játékosközönségnek; a Devil May Cry-t. Bár ezeket a játékokat elsősorban csak Sony konzolokra gyártották, idővel más egyéb videójáték konzolokra is áthelyezték őket. 2004-ben a cég megint csak egy új szériát indított el Monster Hunter néven, mely meghaladta a 45 milliós eladási számot.
Eltekintve attól, hogy a Capcom-nak megvannak a saját jogilag levédett videójátékai, nem ritka az, hogy összeáll más fejlesztőcsapatokkal. Közreműködött például a Lost Planet: Extreme Condition, Dead Rising, Dragon's Dogma, Asura's Wrath és a Zack and Wiki játékok fejlesztésében, valamint segített publikálni több nyugati videójátékot is Japánban, leginkább olyanokat, melyeket más ázsiai cégek nem vállaltak el.

### Platina játékai
A cég egy listát vezet azon játékairól, melyek meghaladták az egymilliós eladási számot. Ezen játékait „Platina játékoknak” hívja, melyekből egy 2018 december 31-ei adat szerint mára már több mint 80 darab van. Az alábbi táblázatban az első 10 termék látható, felül a cég eddigi legkelendőbb játékával.
| Cím                        | Megjelenés dátuma | Platformok                          | Eladások száma    |
| Monster Hunter World       | 2018 Januárja     | PlayStation 4, Xbox One, PC         | 11.9 millió darab |
| Resident Evil 5            | 2009 Márciusa     | PlayStation 3, Xbox 360             | 7.4 millió darab  |
| Resident Evil 6            | 2012 Októbere     | PlayStation 3, Xbox 360             | 7.2 millió darab  |
| Street Fighter II          | 1992 Júniusa      | Super Nintendo Entertainment System | 6.3 millió darab  |
| Resident Evil 7: Biohazard | 2017 Januárja     | PlayStation 4, Xbox One, PC         | 6.1 millió darab  |
| Resident Evil 2            | 1998 Januárja     | PlayStation                         | 4.96 millió darab |
| Monster Hunter Freedom 3   | 2010 Decembere    | PlayStation Portable                | 4.9 millió darab  |
| Monster Hunter Generations | 2015 Novembere    | Nintendo 3DS                        | 4.3 millió darab  |
| Monster Hunter 4 Ultimate  | 2014 Októbere     | Nintendo 3DS                        | 4.2 millió darab  |
| Monster Hunter 4           | 2013 Szeptembere  | Nintendo 3DS                        | 4.1 millió darab  |

## Kritikák
2012-ben többen is éles kritikával illették meg a céget, mivel hogy az olyan internetes felületről letöltendő játékbeli tartalmakért kért el pénzt, melyek már eleve a játék részei voltak, csak éppenséggel nem voltak elérhetőek. A Capcom természetesen minden vádat tagadott, mely ezzel, a lehúzásnak nyugodt szívvel nevezhető eladási módszerével volt kapcsolatos és bár per soha sem lett az ügyből, a 2012-ben piacra dobott játékainak zöme (legfőképpen a Street Fighter X Tekken) nem végeztek valami fényes helyen az eladási listákon. Ám nem ez volt az egyetlen olyan eset, amikor a vevők hangot emeltek a vállalat döntéseivel szemben. Példának okáért a Capcom rendszeresen csak és kizárólag Japánban adott ki egyes videójátékokat (Sengoku BASARA videójáték sorozat), indokolatlanul és váratlanul rekesztett be előre bejelentett projecteket (Mega Man Legends 3), valamint feloszlatta a Clover Studio-t, egyik sikeres leányvállalatát, mert az nem volt hajlandó együttműködni többé. 2015-ben a cégnek teljes mértékben vissza kellett vonnia a PlayStation 4-es játékkonzolra kiadott Ultra Street Fighter IV nevezetű játékát a boltokból, mivel az oly szinten hemzsegett a technikai hibáktól, hogy szinte játszhatatlan volt. 2016-ban pedig hasonlóképpen kellett elbánnia a Street Fighter V első kiadásával az egyjátékos mód rövidsége, valamint a folyamatosan összeomló online szerverek miatt.

### Egyéb vállalatok
| Név                | Alapítás dátuma     | Alapító                                                                                |
| ------------------ | ------------------- | -------------------------------------------------------------------------------------- |
| Arika              | 1995 november 1.    | Akira Nisitani az ARMtech-től.                                                         |
| Crafts & Meister   | 2004 június 1.      | Noritaka Funamizu és Kacuhiro Szudó.                                                   |
| Game Republic      | 2003 július 1.      | Joshiki Okamoto.                                                                       |
| Inti Creates       | 1996 május 8.       | Takuja Aizu.                                                                           |
| Level-5 Comcept    | 2010 december 1.    | Keidzsi Inafune a Comcept-től.                                                         |
| PlatinumGames      | 2007 október 1.     | Sindzsi Mikami, Acusi Inaba, Hideki Kamija és Tacuja Minami.                           |
| Tango Gameworks    | 2010 március 1.     | Sindzsi Mikami.                                                                        |
| UTV Ignition Games | 2001 szeptember 26. | Savaki Takejaszu az Ignition Tokyo stúdióval; az UTV Ignition Games leányvállalatával. |
| Clover Studio      | 2004 július 1.      | Sindzsi Mikami és Acusi Inaba.                                                         |

### Fordítás
- Ez a szócikk részben vagy egészben  a   Capcom című angol Wikipédia-szócikk fordításán alapul.  Az eredeti cikk szerkesztőit annak laptörténete sorolja fel. Ez a jelzés csupán a megfogalmazás eredetét és a szerzői jogokat jelzi, nem szolgál a cikkben szereplő információk forrásmegjelöléseként.